# Phocides
Phocides es un género de lepidópteros ditrisios de la subfamilia Eudaminae  dentro de la familia Hesperiidae.

## Descripción
La especie tipo es Phocides cruentus Hübner, 1819, según designación posterior realizada por Scudder en 1875.

## Diversidad
Existen 18 especies reconocidas en el género, todas ellas tienen distribución neotropical. Al menos 2 especies se han reportado en la región Neártica

### Especies
- Phocides belus Godman & Salvin, [1893]
- Phocides charon (C. & R. Felder, 1859)
- Phocides distans (Herrich-Schäffer, 1869)
- Phocides johnsoni Bell, 1947
- Phocides lincea (Herrich-Schäffer, 1869)
- Phocides metrodorus Bell, 1932
- Phocides novalis Evans, 1952
- Phocides oreides (Hewitson, [1875])
- Phocides padrona Evans, 1952
- Phocides partia Evans, 1952
- Phocides perillus (Mabille, 1888)
- Phocides pialia (Hewitson, 1857)
- Phocides pigmalion (Cramer, [1779])
- Phocides polybius (Fabricius, 1793)
- Phocides thermus (Mabille, 1883)
- Phocides urania (Westwood, [1852])
- Phocides vulcanides Röber, 1925
- Phocides yokhara (Butler, 1870)

## Plantas hospederas
Las especies del género Phocides se alimentan de plantas de las familias Myrtaceae, Rhizophoraceae, Combretaceae, Euphorbiaceae, Sapindaceae, Malvaceae. Las plantas hospederas reportadas incluyen los géneros Eucalyptus, Eugenia, Myrciaria, Psidium, Rhizophora, Conocarpus, Laguncularia, Terminalia, Conceveiba, Calyptranthes, Myrcia, Pimenta, Plinia, Syzygium, Hieronima, Billia, Melicoccus, Nephelium, Thouinidium, Trichospermum.